# Condado de Douglas (Misuri)
El condado de Douglas (en inglés: Douglas County), fundado en 1857, es uno de 114 condados del estado estadounidense de Misuri. En el año 2008, el condado tenía una población de 13,438 habitantes y una densidad poblacional de 6 personas por km². La sede del condado es Ava. El condado recibe su nombre en honor al Senador de Illinois Stephen A. Douglas.

## Geografía
Según la Oficina del Censo, el condado tiene un área total de 2110 km² (814,7 mi²), de la cual 2110 km² (814,7 mi²) es tierra y 0 km² (0 mi²) (0.01%) es agua.

### Condados adyacentes
- Condado de Webster (noroeste)
- Condado de Wright (norte)
- Condado de Texas (noreste)
- Condado de Howell (este)
- Condado de Ozark (sur)
- Condado de Taney (suroeste)
- Condado de Christian (oeste)

## Demografía
Según la Oficina del Censo en 2000, los ingresos medios por hogar en el condado eran de $31,335, y los ingresos medios por familia eran $36,648. Los hombres tenían unos ingresos medios de $22,706 frente a los $17,060 para las mujeres. La renta per cápita para el condado era de $16,710. Alrededor del 17.50% de la población estaban por debajo del umbral de pobreza.

## Transporte

### Carreteras principales
- Ruta de Misuri 5
- Ruta de Misuri 14
- Ruta de Misuri 76
- Ruta de Misuri 95
- Ruta de Misuri 181

## Localidades
| - Ava - Brushyknob - Drury | - Gentryville - Smallett - Squires | - Vanzant |